# Pijin
Pijin je kreolski jezik temeljen na engleskom jeziku. To je jezik komunikacije od velike važnosti na Salomonskim Otocima.
Jezik govori oko 15,000 izvornih govornika i oko 300,000 drugih govornika, kojima je to bio drugi jezik.
Rječnik je više orijentiran na engleske riječi, a sliči i na jezik tok pisin, koji se govori na Papui Novoj Gvineji. Pokazuje osobitosti melanezijanske gramatike. 
Ulažu se znatni napori, kako bi se standardizirao pravopis.

## Neki izrazi
- Aftanun ol'ta! = Dobro veče svima!
- Nem blo' mi David. = Zovem se David.
- Hao nao (iu)? (Iu hao?) = Kako si?
- Wanem nao nem blo' iu? = Kako se zoveš?
- Iu blo' wea? = Odakle si?
- Mi hapi tumas fo mitim iu. = Drago mi je upoznati vas.
- Wanem nao lanwis iu save tok? = Koje jezike govoriš?